# SOS Racaille
Pour les articles homonymes, voir Racaille (homonymie).
SOS-Racaille est un site internet, hébergé par Liberty-web.net, pastichant celui de SOS Racisme et dont le contenu a évolué avec le temps vers un ton de plus en plus extrémiste : tenant initialement des propos durs mais non insultants sur l'insécurité, le site a ensuite publié des textes relevant de l'incitation à la haine raciale.
Lancé en 2001 puis fermé en 2003, le site ainsi que tout le réseau gravitant autour de Liberty-web.net auraient été administrés[évasif] par Joël Michel Sambuis, ingénieur en informatique, né le 25 novembre 1959 à Saintes-Foy-Les Lyon surnommé « caméléon ». Ce dernier a été arrêté à Moscou le 15 juillet 2003. Malgré certains faisceaux de preuves, il a nié être le responsable de ces sites, mais a reconnu être à l'origine du site internet Lecameleon.com, spécialisé dans la contrefaçon et la fraude.
Un de ses principaux contributeurs était Denis Greslin.

## Affaires judiciaires
Lors d'une perquisition en juin 1986, la gendarmerie découvre chez Joël Sambuis un pistolet automatique, une mitraillette (P.M.), des munitions, du matériel radio et un scanner réglé sur la fréquence des gendarmes et il leur déclare qu'il était membre du service d'ordre du Front national et que ce matériel fut utilisé à ce titre. D'autres armes furent retrouvées chez des camarades qui faisaient des entraînements avec lui dans le Vercors ou qui collaient avec lui des affiches du Front national. Le tribunal correctionnel de Grenoble le condamne fin 1986 à 1 an de prison dont 6 mois ferme, 6 autres personnes furent condamnées pour infraction à la législation sur les armes dans cette affaire de constitution de groupe paramilitaire.
Entre juin 1988 et début 1992, Joël Sambuis a commis de multiples escroqueries à la carte bleue pour un montant total de 700 000 francs. Le 16 novembre 1992, le tribunal correctionnel de Grenoble déclare Joël Sambuis coupable de faux, d'escroquerie en récidive légale et de complicité d'escroquerie en récidive légale, recel d'objet volé, usage de chèque contrefait ou falsifié, violation de l'interdiction du droit de gérer une société commerciale, il a été condamné à 3 ans de prison ferme et à rembourser 700 000 de francs à répartir entre le Groupement des cartes bancaires, 16 banques et un particulier qui s'étaient constitués parties civiles pour escroquerie à la carte bancaire. 
Il fait appel de cette condamnation ainsi que le parquet.
Il est remis en liberté en janvier 1993 suite à retard pour statuer sur une demande de remise en liberté.
Il se désiste par la suite de son appel du jugement du 16 novembre 1992 et cette décision (3 ans de prison ferme) fut confirmée par la cour d'appel de Grenoble le 8 juin 1994,.
Il replonge pendant cette période de liberté et commet entre fin 1993 et le 12 avril 1994 des escroqueries à la carte bancaire et des retraits à des distributeurs à l'aide de cartes falsifiées, des cambriolages et usage de chèque volé. Il est interpellé en flagrant délit le 12 avril 1994 dans une station service de La Plaine Saint-Denis et écroué. À l'audience du 1er mars 1995 pour cette affaire, devant le tribunal correctionnel de Grenoble, le parquet a requis 5 ans de prison. Il est condamné à 4 ans de prison le 12 septembre 1995,.
Il a été condamné à cinq ans de prison et à une amende de 100 000 francs le 24 avril 2001 à Grenoble, dans le cadre d'une escroquerie à la carte bancaire, alors qu'il avait tenté de faire chanter le GIE Carte bancaire concernant certains problèmes de sécurité des cartes bleues.
Il était depuis en cavale en Russie, sous la fausse identité de Paskal Zhoel Boduin, où il a été arrêté pour avoir utilisé un faux passeport. Joël Michel Sambuis a depuis été libéré par la justice russe.
Il a été condamné par contumace le 14 avril 2006 à 12 000 euros d'amende par le tribunal correctionnel de Toulon à la suite de la publication sur le site SOS Racaille d'une liste d'avocats qui « défend[ent] la racaille anti-France ».

## Appartenance politique
Il a déclaré avoir participé au service d'ordre du Front national (FN) en 1986 lors de la découverte chez lui d'armes de guerre. 
Le FN n'aurait pas trouvé sa trace dans ses fichiers, de même pour l'UMP. L'UNI précise de son côté ne pas le connaître, en ajoutant que la section grenobloise n'a été créée qu'en 1989.

## Affaires suivantes
En 2019, Joël Michel Sambuis est soupçonné par la presse d'être derrière l'administration d'un nouveau site d'extrême droite, EuroCalifat/Réseau libre, qui fait à son tour la Une, cette fois-ci pour des appels aux meurtres de personnalités.